# Kullagöl (Linneryds socken, Småland)
Kullagöl är en mindre våtmark, tidigare sjö, i Tingsryds kommun i Småland och ingår i Ronnebyåns huvudavrinningsområde.